# البط السري
البط السري مسلسل من إنتاج ديزني بدا 1991-1992 عدد الحلقات 91 عدد المواسم 3 عرض على قناة ديزني عربي 1997-2001 القصة البط يقوم بإنقاذ العالم من الأشرار كان لدي أصدقاء

## روابط خارجية
- البط السري على موقع IMDb (الإنجليزية)
- البط السري على موقع ميتاكريتيك (الإنجليزية)
- البط السري على موقع فيلمافينيتي (الإسبانية)
- البط السري على موقع كينوبويسك (الروسية)
- البط السري على موقع ألو سيني (الفرنسية)
- البط السري على موقع قاعدة بيانات الفيلم (الإنجليزية)